# Paralomis
Genre
Synonymes
- Acantholithus Stimpson, 1858[2]
- Leptolithodes Benedict, 1895[2]
- Pristopus Benedict, 1895[2]

Paralomis est un genre de crustacés décapodes de la famille des Lithodidae.

## Liste d'espèces
Selon BioLib (19 mars 2019) :
- Paralomis aculeata Henderson, 1888
- Paralomis africana Macpherson, 1982
- Paralomis alcockiana Hall & Thatje, 2009
- Paralomis anamerae Macpherson, 1988
- Paralomis arae Macpherson, 2001
- Paralomis arethusa Macpherson, 1994
- Paralomis aspera Faxon, 1893
- Paralomis birsteini Macpherson, 1988
- Paralomis bouvieri Hansen, 1908
- Paralomis ceres Macpherson, 1989
- Paralomis chilensis Andrade, 1980
- Paralomis cristata Takeda & Ohta, 1979
- Paralomis cristulata Macpherson, 1988
- Paralomis cubensis Chace, 1939
- Paralomis danida Takeda & Bussarawit, 2007
- Paralomis dawsoni Macpherson, 2001
- Paralomis diomedeae (Faxon, 1893)
- Paralomis dofleini Balss, 1911
- Paralomis echidna Ahyong, 2010
- Paralomis elongata Spiridonov, Türkay, Arntz & Thatje, 2006
- Paralomis erinacea Macpherson, 1988
- Paralomis formosa Henderson, 1888
- Paralomis gowlettholmes Ahyong, 2010
- Paralomis granulosa (Hombron & Jacquinot, 1846)
- Paralomis grossmani Macpherson, 1988
- Paralomis haigae Eldredge, 1976
- Paralomis hirtella de Saint Laurent & Macpherson, 1997
- Paralomis histrix (De Haan, 1849)
- Paralomis hystrixoides Sakai, 1980
- Paralomis inca Haig, 1974
- Paralomis indica Alcock & Anderson, 1899
- Paralomis investigatoris Alcock & Anderson, 1899
- Paralomis jamsteci Takeda & Hashimoto, 1990
- Paralomis japonicus Balss, 1911
- Paralomis kyushupalauensis Takeda, 1985
- Paralomis longidactylus Birstein & Vinogradov, 1972
- Paralomis longipes Faxon, 1893
- Paralomis makarovi Hall & Thatje, 2009
- Paralomis manningi A. B. Williams, C. R. Smith & Baco, 2000
- Paralomis medipacifica Takeda, 1974
- Paralomis mendagnai Macpherson, 2003
- Paralomis microps Filhol, 1884
- Paralomis multispina (J. E. Benedict, 1895)
- Paralomis nivosa Hall & Thatje, 2009
- Paralomis ochthodes Macpherson, 1988
- Paralomis odawarai (Sakai, 1980)
- Paralomis otsuae Wilson, 1990
- Paralomis pacifica Sakai, 1978
- Paralomis papillata (Benedict, 1895)
- Paralomis pectinata Macpherson, 1988
- Paralomis phrixa Macpherson, 1992
- Paralomis poorei Ahyong, 2010
- Paralomis roeleveldae Kensley, 1981
- Paralomis seagranti Eldredge, 1976
- Paralomis serrata Macpherson, 1988
- Paralomis spectabilis Hansen, 1908
- Paralomis spinosissima Birstein & Vinogradov, 1972
- Paralomis staplesi Ahyong, 2010
- Paralomis stella Macpherson, 1988
- Paralomis stevensi Ahyong & Dawson, 2006
- Paralomis taylorae Ahyong, 2010
- Paralomis truncatispinosa Takeda & Miyake, 1980
- Paralomis tuberipes Macpherson, 1988
- Paralomis verrilli (J. E. Benedict, 1895)
- Paralomis webberi Ahyong, 2010
- Paralomis zealandica Dawson & Yaldwyn, 1971

Selon Catalogue of Life (19 mars 2019) :
- Paralomis birsteini Macpherson, 1988 †
- Paralomis bouvieri Hansen, 1908
- Paralomis cubensis Chace, 1939
- Paralomis debodeorum Feldmann, 1998 †
- Paralomis haigae Eldredge, 1976
- Paralomis histrix De Haan, 1844 †
- Paralomis longipes Faxon, 1893
- Paralomis manningi A. B. Williams, C. R. Smith, & Baco, 2000
- Paralomis multispina (J. E. Benedict, 1895)
- Paralomis pacifica Sakai, 1978
- Paralomis phrixa Macpherson, 1992 †
- Paralomis seagranti Eldredge, 1976
- Paralomis verrilli (J. E. Benedict, 1895)

Selon ITIS (19 mars 2019) :
- Paralomis bouvieri Hansen, 1908
- Paralomis cubensis Chace, 1939
- Paralomis haigae Eldredge, 1976
- Paralomis longipes Faxon, 1893
- Paralomis manningi A. B. Williams, C. R. Smith, & Baco, 2000
- Paralomis multispina (J. E. Benedict, 1895)
- Paralomis pacifica Sakai, 1978
- Paralomis seagranti Eldredge, 1976
- Paralomis verrilli (J. E. Benedict, 1895)

Selon Paleobiology Database (19 mars 2019) :
- Paralomis birsteini
- Paralomis debodeorum
- Paralomis histrix
- Paralomis phrixa

Selon World Register of Marine Species (19 mars 2019) :
- Paralomis aculeata Henderson, 1888
- Paralomis africana Macpherson, 1982
- Paralomis alcockiana Hall & Thatje, 2009
- Paralomis anamerae Macpherson, 1988
- Paralomis arae Macpherson, 2001
- Paralomis arethusa Macpherson, 1994
- Paralomis aspera Faxon, 1893
- Paralomis birsteini Macpherson, 1988
- Paralomis bouvieri Hansen, 1908
- Paralomis ceres Macpherson, 1989
- Paralomis chilensis Andrade, 1980
- Paralomis cristata Takeda & Ohta, 1979
- Paralomis cristulata Macpherson, 1988
- Paralomis cubensis Chace, 1939
- Paralomis danida Takeda & Bussarawit, 2007
- Paralomis dawsoni Macpherson, 2001
- Paralomis diomedeae (Faxon, 1893)
- Paralomis dofleini Balss, 1911
- Paralomis echidna Ahyong, 2010
- Paralomis elongata Spiridonov, Turkay, Arntz & Thatje, 2006
- Paralomis erinacea Macpherson, 1988
- Paralomis formosa Henderson, 1888
- Paralomis gowlettholmes Ahyong, 2010
- Paralomis granulosa (Hombron & Jacquinot, 1846)
- Paralomis grossmani Macpherson, 1988
- Paralomis haigae Eldredge, 1976
- Paralomis hirtella de Saint Laurent & Macpherson, 1997
- Paralomis histrix (De Haan, 1849)
- Paralomis hystrixoides Sakai, 1980
- Paralomis inca Haig, 1974
- Paralomis indica Alcock & Anderson, 1899
- Paralomis investigatoris Alcock & Anderson, 1899
- Paralomis jamsteci Takeda & Hashimoto, 1990
- Paralomis japonicus Balss, 1911
- Paralomis kyushupalauensis Takeda, 1985
- Paralomis longidactylus Birstein & Vinogradov, 1972
- Paralomis longipes Faxon, 1893
- Paralomis macphersoni Muñoz & García-Isarch, 2013
- Paralomis makarovi Hall & Thatje, 2009
- Paralomis manningi Williams, Smith & Baco, 2000
- Paralomis medipacifica Takeda, 1974
- Paralomis mendagnai Macpherson, 2003
- Paralomis microps Filhol, 1884
- Paralomis multispina (Benedict, 1895)
- Paralomis nivosa Hall & Thatje, 2009
- Paralomis ochthodes Macpherson, 1988
- Paralomis odawarai (Sakai, 1980)
- Paralomis otsuae Wilson, 1990
- Paralomis pacifica Sakai, 1978
- Paralomis papillata (Benedict, 1895)
- Paralomis pectinata Macpherson, 1988
- Paralomis phrixa Macpherson, 1992
- Paralomis poorei Ahyong, 2010
- Paralomis roeleveldae Kensley, 1981
- Paralomis seagranti Eldredge, 1976
- Paralomis serrata Macpherson, 1988
- Paralomis sonne Guzmán, 2009
- Paralomis spectabilis Hansen, 1908
- Paralomis spinosissima Birstein & Vinogradov, 1972
- Paralomis staplesi Ahyong, 2010
- Paralomis stella Macpherson, 1988
- Paralomis stevensi Ahyong & Dawson, 2006
- Paralomis taylorae Ahyong, 2010
- Paralomis truncatispinosa Takeda & Miyake, 1980
- Paralomis tuberipes Macpherson, 1988
- Paralomis verrilli (Benedict, 1895)
- Paralomis webberi Ahyong, 2010
- Paralomis zealandica Dawson & Yaldwyn, 1971